# Élections constituantes de 1945 au protectorat français du Maroc
Les élections législatives françaises de 1945 se déroulent le 21 octobre.

## Mode de scrutin
Les députés sont élus selon le système de représentation proportionnelle suivant la règle de la plus forte moyenne dans le département, sans panachage ni vote préférentiel. Il y a 586 sièges à pourvoir.
Dans le Protectorat français au Maroc, trois députés sont à élire pour représenter les Citoyens français du Maroc.

## Élus
Les trois députés élus sont : 
|  | Identité      | Parti |
|  | ------------- | ----- |
|  | Louis Dumat   | PRL   |
|  | Pierre Parent | PCF   |
|  | Jean Léonetti | SFIO  |

## Résultats

### Résultats à l'échelle du protectorat
| Liste (parti) | Liste (parti)                                              | Tête de liste       | Résultats | Résultats | Sièges |
| Liste (parti) | Liste (parti)                                              | Tête de liste       | Voix      | %         | Sièges |
| ------------- | ---------------------------------------------------------- | ------------------- | --------- | --------- | ------ |
|               | Action patriotique « France d'abord » (PRL)                | Louis Dumat         | 19 213    | 29.14     | 1      |
|               | Union démocratique antifasciste (URR-PCF)                  | Pierre Parent       | 17 609    | 26.71     | 1      |
|               | SFIO                                                       | Jean Léonetti       | 11 061    | 16.78     | 1      |
|               | Union gaulliste républicaine                               | Marcel Acquaviva    | 7 836     | 11.88     | -      |
|               | Union républicaine de la communauté française (Def.Colons) | Louis-Francis Hardy | 4 752     | 7.21      | -      |
|               | Indépendante d'union républicaine (Def.Colons)             | Marcel Rivollet     | 3 305     | 5.01      | -      |
|               | UDSR                                                       | René Legeleux       | 2 161     | 3.28      | -      |
|               |                                                            |                     |           |           |        |
| Inscrits      | Inscrits                                                   | Inscrits            | 91 451    |           | 3      |
| Votants       | Votants                                                    | Votants             | 68 560    | 74.97     |        |
| Exprimés      | Exprimés                                                   | Exprimés            | 65 937    | 96.17     |        |